# Jagger Eaton
Jagger Jesse Eaton (Mesa, 21 de fevereiro de 2001) é um skatista profissional estadunidense, medalhista olímpico.

## Biografia
Em dezembro de 2014, Eaton venceu o Tampa Am com apenas treze anos. Ele foi o mais jovem competidor dos X Games até 2019. Nos Jogos Olímpicos de Verão de 2020 em Tóquio, conquistou a medalha de bronze na modalidade street. Na edição seguinte, nos Jogos de 2024, em Paris, conseguiu a medalha de prata na mesma modalidade.